# Anže Peharc
Anže Peharc (Tržič, 29 de julio de 1997) es un deportista esloveno que compite en escalada. Ganó una medalla de bronce en el Campeonato Europeo de Escalada de 2017, en la prueba de bloques.

## Palmarés internacional
| Campeonato Europeo | Campeonato Europeo | Campeonato Europeo | Campeonato Europeo |
| Año                | Lugar              | Medalla            | Prueba             |
| ------------------ | ------------------ | ------------------ | ------------------ |
| 2017               | Múnich (Alemania)  | Medalla de bronce  | Bloques            |